# Cefalaspidomorfs
Els cefalaspidomorfs (Cephalaspidomorphi) són un clade de peixos agnats anomenat així pels Cephalaspis, un gènere d'osteostracis. La major part dels membres d'aquest grup estan extints; de totes maneres, interessa als biòlegs, ja que inclou a les llampreses. Les llampreses estén el rang d'aquest grup des del Silurià i Devonià fins a l'actualitat.

## Taxonomia
Els cefalaspidomorfs inclouen les següents classe (biologia)s:
- Osteostraci
- Galeaspida
- Pituriaspida
- Anaspida
- Hyperoartia - llampreses